# Circuito de Charade
O Circuito de Charade está localizado na região francesa de Auvergne, perto de Clermont-Ferrand, na França. Foi palco de quatro corridas de Fórmula 1 entre 1965 e 1972. Exceções em 1966 que foi realizado em Reims, 1967 em Le Mans, 1968 em Rouen-Les-Essarts e 1971 em Paul Ricard.

## Vencedores de GPs de F1 em Clermont-Ferrand[1]
| Ano                         | Vencedor       | Chassi/Motor | Resumo   |
| --------------------------- | -------------- | ------------ | -------- |
| 1965                        | Jim Clark      | Lotus-Climax | Detalhes |
| Não houve entre 1966 e 1968 |                |              |          |
| 1969                        | Jackie Stewart | Matra-Ford   | Detalhes |
| 1970                        | Jochen Rindt   | Lotus-Ford   | Detalhes |
| Não houve em 1971           |                |              |          |
| 1972                        | Jackie Stewart | Tyrrell-Ford | Detalhes |